# 마린 버치바로프
마린 버치바로프(불가리아어: Марин Бъчваров, 1947년 6월 30일 ~ )는 불가리아의 아이스하키 선수로 포지션은 센터이다. 불가리아 국가대표팀의 일원으로 1976년 동계 올림픽에 참가하였다.
형인 일리야도 아이스하키 선수로 1976년 동계 올림픽에 참가하였다.